# جيم راسيل (صحفي)
جيم راسيل (بالإنجليزية: Jim Russell)‏ هو صحفي أمريكي، ولد في 1946.

## وصلات خارجية
- الموقع الرسمي